# Етнорелігійна група
Етнорелігійна група — частина будь-якого народу, яка через іншу або особливу релігійну приналежність відокремилася від цілого, і в умовах довготривалої історико-географічної замкненості або самоізоляції виробила власні релігійно-побутові, культурно-побутові, мовні (діалектні) та інші особливості.
Етнорелігійні групи можуть бути носієм етнічного націоналізму, якщо етнорелігійні групи мають історичну базу в певному регіоні. У багатьох етнорелігійних групах акцент робиться на релігійну ендогамію та одночасне знеохочення міжконфесійних шлюбів або статевих стосунків як засобу збереження стабільності та історичного довголіття громади та культури.